# William Huskinson Denstone
William Huskinson Denstone (Staffordshire, 1867. – Montevideo, 8. rujna 1925.) bio je britansko-urugvajski novinar i urednik.
Rođen je u engleskoj pokrajini Staffordshire 1867. godine. Nakon školovanja u Engleskoj, u mladosti odlazi u potragu za boljim životom u zemljama Južne Amerike. Ubrzo nakon dolaska na kontinent odlazi u Urugvaj, gdje dobiva posao kao urednik časopisa Montevideo Independent (1887. – 1888.)
Kako bi britanskim ulagačima olakšao posao i okupio malobrojnu britansku zajednicu u Montevideu., 1888. osniva novine The Montevideo Times na engleskom jeziku. Osim što je bio osnivač i vlasnik, radio je i kao glavni urednik novina.
Umro je u Montevideu 8. rujna 1925. godine. Njegovi posmrtni ostaci nalaze se na Britanskom groblju u Montevideu.

## Poveznice
- The Montevideo Times